# Paweł Sysa
Paweł Stanisław Sysa (ur. 15 sierpnia 1943 w Jarosławiu) – polski lekarz weterynarii, profesor doktor habilitowany nauk weterynaryjnych, specjalista histologii i embriologii.

## Życiorys
Urodził się w rodzinie lwowskiego lekarza, jego brat i siostra również wybrali zawód lekarski (oboje są profesorami nauk medycznych). Profesor Sysa w trakcie studiów weterynaryjnych na Wydziale Weterynaryjnym SGGW-AR które ukończył w 1966 jako członek wydziałowej i uczelnianej organizacji ZSP doprowadził do członkostwa Polski w Międzynarodowym Zrzeszeniu Studentów Weterynarii (IVSA), z tego tytułu pozostał Członkiem Honorowym Kapituły IVSA. Organizator krajowego systemu cytogenetycznej kontroli buhajów.
W 2003 uzuskał tytuł profesora nauk weterynaryjnych.
Kierownik Zakładu Histologii i Embriologii Katedry Nauk Morfologicznych Wydziału Medycyny Weterynaryjnej SGGW (następca na tym stanowisku prof. Zofii Bielańskiej-Osuchowskiej), doktor honoris causa lwowskiej Akademii Medycyny Weterynaryjnej, członek Komitetu Nauk Weterynaryjnych PAN, członek korespondent Towarzystwa Naukowego Warszawskiego w Sekcji Nauk Rolniczych. W latach 2018–2022 zatrudniony na stanowisku profesora w Instytucie Medycyny Weterynaryjnej na Wydziale Nauk Biologicznych i Weterynaryjnych Uniwersytetu Mikołaja Kopernika w Toruniu. 

## Odznaczenia
- Krzyż Kawalerski Orderu Odrodzenia Polski (2000)[4]